# Adams (New York)
Pour les articles homonymes, voir Adams.
Ne doit pas être confondu avec Adams (village, New York).
Adams est une ville (town) située dans le comté de Jefferson, dans l'État de New York, aux États-Unis,. En 2010, elle comptait une population de 5 143 habitants.

## Démographie
Lors du recensement de 2010, la ville comptait une population de 5 143 habitants. Elle est estimée, en 2016, à 5 094 habitants.